# Männistö (Kuopio)
Pour les articles homonymes, voir Männistö.
Männistö est un quartier de Kuopio en Finlande.

## Description
Männistö est à environ deux kilomètres au nord-est du marché de Kuopio. 
Männistö fait partie du district d'Itkonniemi-Männistö-Linnanpelto qui compte une population d'un peu plus de 5 800 habitants.
La plupart des services sont situés dans le centre commercial de Männistö, qui possède un K-Market, un R-kioski, un bureau de poste, une pizzeria, deux bars et quelques petites entreprises. 
À proximité du centre commercial, l'église catholique Saint-Joseph, un jardin d'enfants et une maison des jeunes.

## Lieux et monuments

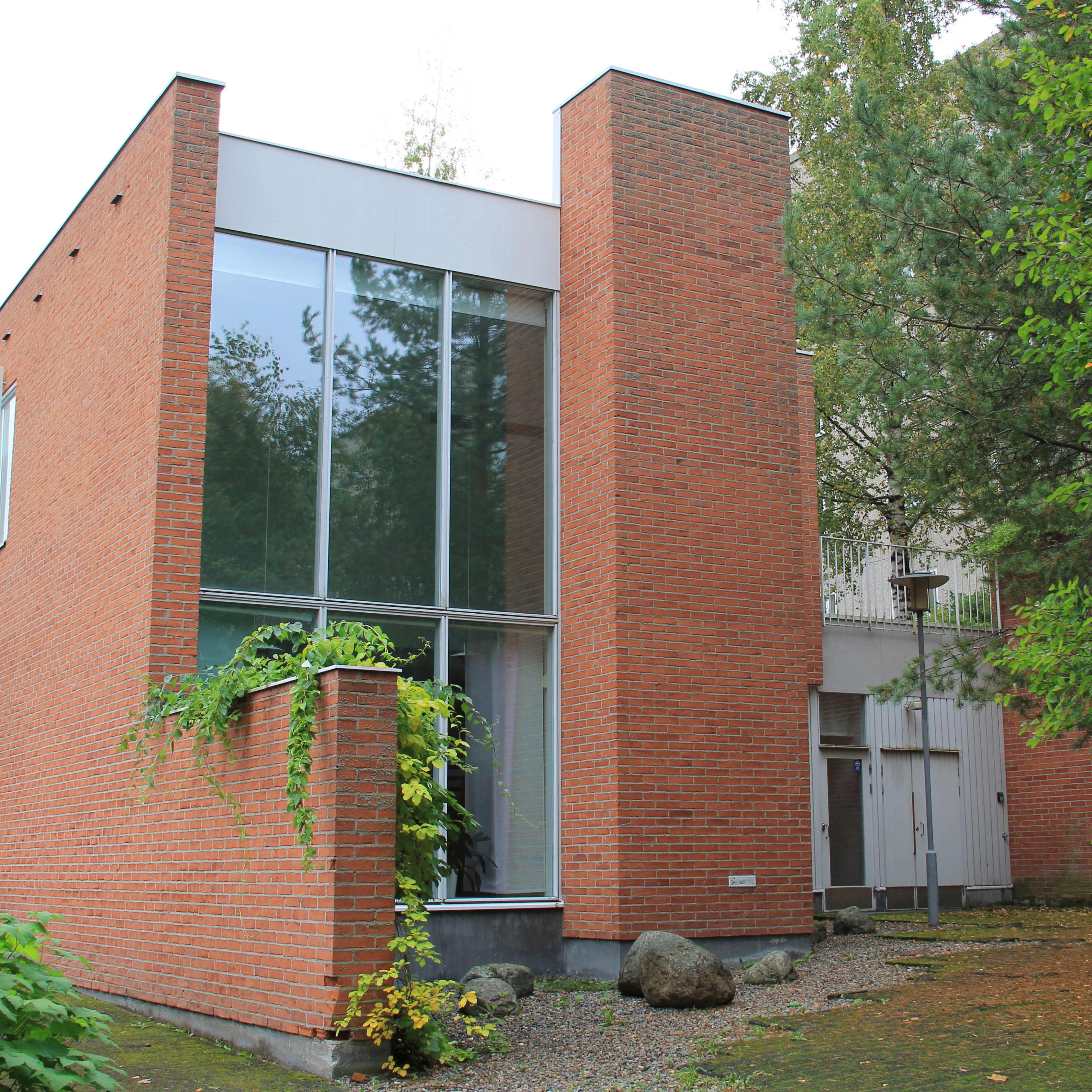
Église de Männistö.
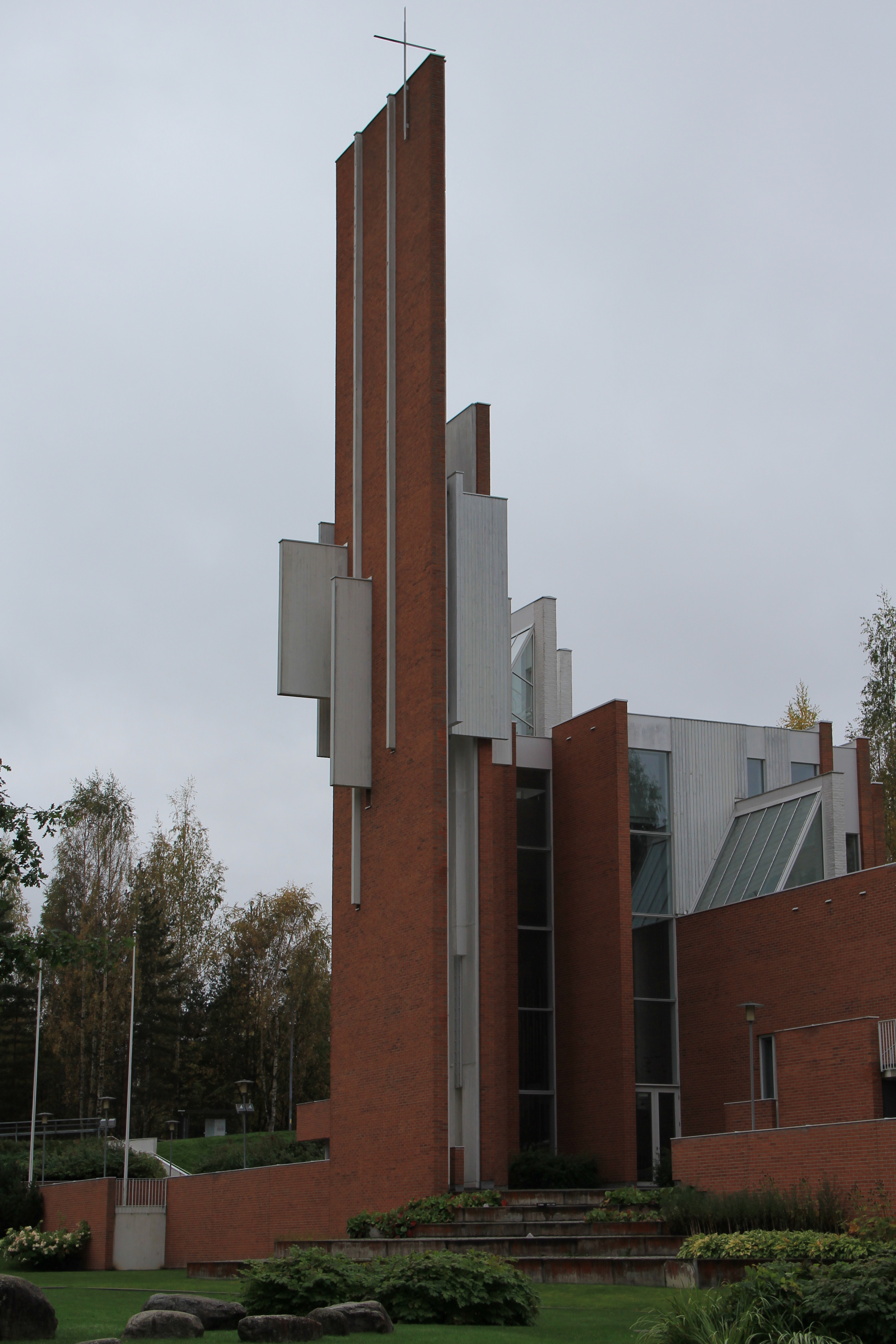
Église de Männistö.
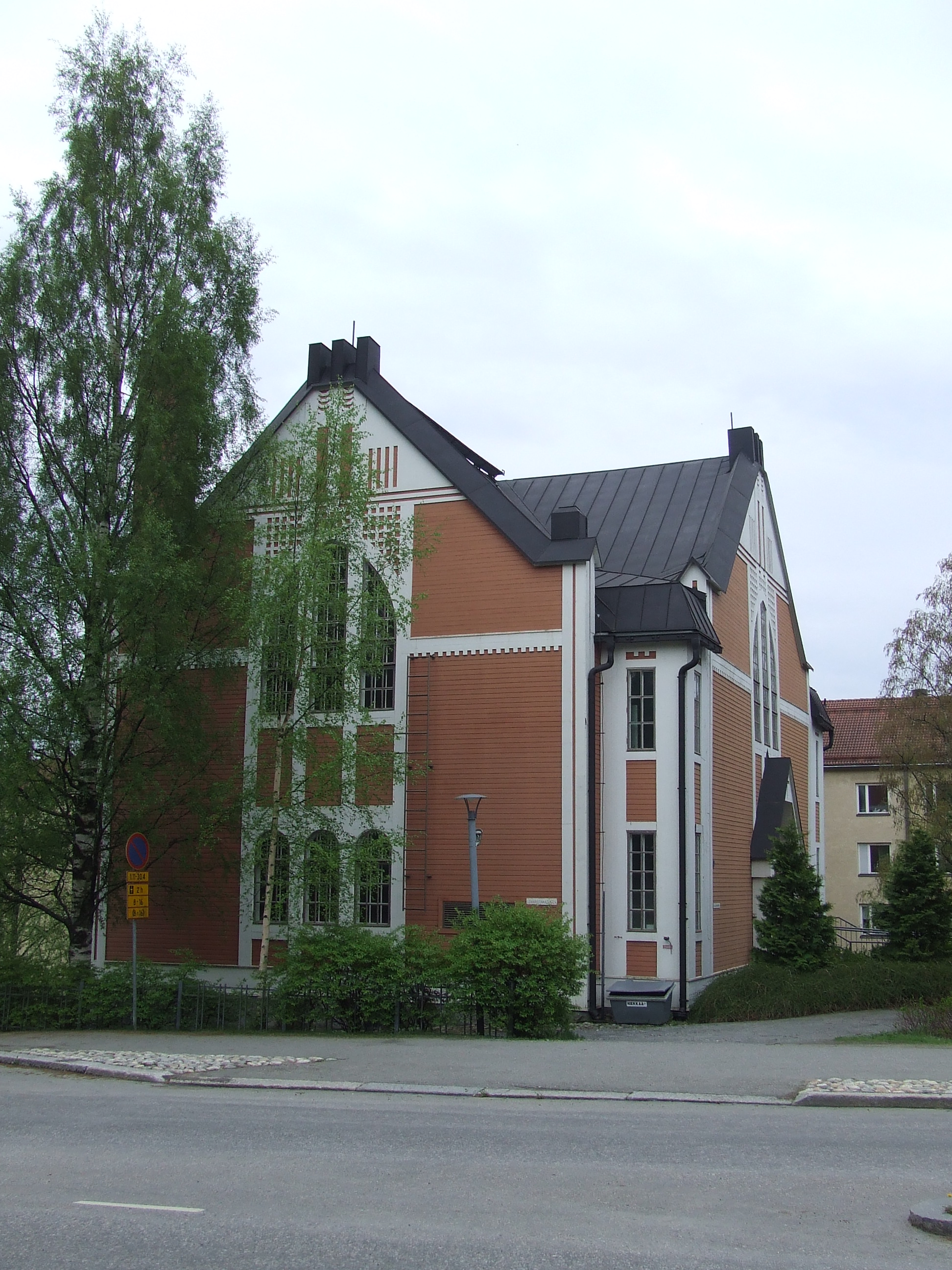
Église Saint-Joseph.